# John A. Treutlen
John Adam Treutlen (16 de janeiro de 1734 — 1 de março de 1782) chegou na América Colonial como um servo contratado e tornou-se um rico comerciante e fazendeiro. Ele foi um líder na Geórgia da Revolução Americana e ajudou a redigir a primeira constituição da Geórgia. Em 1777, foi eleito o primeiro governador da Geórgia, após a independência. Ele foi um dos poucos governadores a morrer pela violência, e grande parte de sua vida tem sido rodeada de mistério e controvérsia. Porém, nos últimos anos, mais detalhes de sua vida têm aparecidos.